# Barbasphecia
Barbasphecia là một chi bướm đêm thuộc họ Sesiidae.

## Các loài
- Barbasphecia ares Pühringer & Sáfián, 2011
- Barbasphecia hephaistos Pühringer & Sáfián, 2011